# Марголін Арнольд Давидович
Марго́лін Арно́льд Дави́дович (4 (16) листопада 1877 , Київ, Київська губернія, Російська імперія  — 29 жовтня 1956 , Вашингтон, округ Колумбія, США ) — адвокат, дипломат, громадський діяч і письменник, член Української партії соціалістів-федералістів; при Директорії УНР — заступник міністра закордонних справ і дипломатичний представник в Лондоні і в Парижі; член української делегації на мирній конференції в Парижі.

## Біографія
Народився 4 (16) листопада 1877 року в Києві в єврейській родині знаного київського підприємця, банкіра й купця 1-ї гільдії Давида Марголіна.
Закінчив юридичний факультет Київського університету (1900), навчався за кордоном у Німецькій імперії і Французькій республіці. Був членом Колегії адвокатів Росії.
Брав участь у кількох процесах щодо єврейських погромів, став широко відомим після участі в «справі Бейліса» як слідчий та адвокат. У 1911–1913 роках керував таємним «Комітетом захисту Бейліса».
У 1905–1917 роках — Генеральний секретар Південноросійського відділення Союзу за рівні права євреїв у Росії. Засновник і голова Єврейської територіальної організації (1906–1913). До 1917 року був членом ЦК Партії народних соціалістів.
Під час української революції 1917—1921 вступив до Української партії соціалістів-федералістів. З березня 1918 року був членом Генерального суду УНР та Української Держави, обіймав посаду заступника народного міністра закордонних справ у кабінетах Володимира Чехівського і Сергія Остапенка.
Очолював українську місію в Лондоні (Велика Британія) до листопада 1920 року, а також репрезентував Українську Народну Республіку під час переговорів з представниками Антанти в Одесі (1919) та на Паризькій мирній конференції 1919–1920 років.
«Серед військ армії Петлюри, на противагу денікінській армії, все ж спостерігалися випадки, коли окремим особам або частинам удавалося відвернути або зупинити погроми.  Так, 13 березня 1919 року підоспілі солдати Української армії зуміли припинити єврейський погром у Коростені, вчинений Червоною армією. А в Лубнах погрому вдалося уникнути лише завдяки тому, що в рядах Української армії знайшлося 100 осіб, котрі із зброєю в руках вийшли проти погромників. Місто було врятоване, але 14 зі 100 загинули, обороняючи лубенських євреїв».
Починаючи від 1922 року Арнольд Марголін — на еміграції в США. Працював юристом, перекладачем, читав лекції в університетах. Виступив на захист Симона Петлюри, показавши безпідставність звинувачень останнього в антисемітизмі, сприяв українсько-єврейському порозумінню.
Працював на посаді професора в Українському технічному інституті в Нью-Йорку (США), його президент (1954–1955).  1950 року його було обрано почесним доктором права Українського вільного університету (Мюнхен, ФРН). Марголін підтримував зв'язки з ліберально-демократичними та помірковано-соціалістичними діячами української діаспори, співпрацював з тижневиком «Народна воля».
Арнольд Марголін помер 29 жовтня 1956 року в США.

## Сім'я
- Донька — Любов-Мальвана Арнольдівна Марголіна (у шлюбі Ганзен), член-кореспондент УВАН у США, дослідниця у галузі сільського господарства.

## Твори
Арнольд Марголін писав російською, англійською та французькою мовами, серед його праць:  
- Изъ области уголовнаго права. — Кіевъ : Работникъ, 1907. — 127 с. (рос. дореф.)
- Роль и значеніе Ломброзо въ эволюціи понятій о преступленіи и наказаніи. — Кіевъ : Тип. С. Г. Слюсаревскаго, 1910. — 20 с. (рос. дореф.)
- Въ полосѣ ликвидаціи : Очерки : Рѣчи : Кассаціонныя жалобы . — СПб. : Тип. С. Г. Слюсаревскаго, 1911. — 204 с. (рос. дореф.)
- Украина и политика Антанты : (Записки еврея и гражданина). — Берлин : С. Ефрон, 1922. — 397 с. (рос.)
- Vengeance ou raison? — Petrograd, 1902. (фр.)
- Apercu critique des traits fondamentaux du nouveau code penal russe. — Paris, 1905. (фр.)
- The Trial of A. D. Margolin Petrograd, 1916. (англ.)
- The Jews of Eastern Europe. — New York City, 1926. (англ.)
- The New Palestine, 1926. (англ.)
- From a Political Diary : Russia, the Ukraine, and America, 1905-1945. — New York : Columbia University Press; London : Geoffrey Cumberlege, Oxford University Press, 1946. — VIII + 280 pp. (англ.)

## Документальний фільм
- 2003 — «Арнольд Марголін — видатний українець і єврей» (НКХФ ім. О. Довженка на замовлення Посольства США в Україні. Автор сценарію і режисер — О. Муратов.)[3]